# باب البنود (بجاية)
باب البنود (بجاية) من أشهر أبواب مدينة بجاية ويسمى كذلك برج الفوقة وبني خلال حكم الناصر (454 - 481 هجري / 1062 - 1088 ميلادي) في الوقت نفسه الذي بنيت فيه الأبواب الخمسة الأخرى للسور الذي كان يحمي المدينة. كان باب البنود بأبراجه ذات الأضلاع السداسية وبوابتيه على شكل عقد مدبب، يتحكم في طرق الاتصال مع داخل البلاد. وغير بعيدٍ عنه، كان يرتفع «شوف الرياض» (مرصد الحدائق) الذي كان يسمى كذلك «المنارة» لأنه كان يستخدم كبرج للإشارات.

## الوصف العام
كانت مدينة بجاية الجزائر في عهد الدولة الحمادية وبالأخص عصر السلطان الناصر بن علناس تمتلك 7 أبواب لم يتبق منها سوى بابين هما باب الفوقة وباب البحر، وهما الآن أماكن للسياحة في بجاية حيث يُمكنك كسائح المرور بها والتقاط أروع الصور بحضرتها، وأما عن باب الفوقة «باب البنود» فقد أسسه السلطان كمدخل رئيسي للمدينة التي كانت تحمل اسمه عام 1067م.